# Oreobates
Oreobates es un género de anfibios de la familia Craugastoridae, que fue colocado anteriormente en las familias Leptodactylidae y Strabomantidae. La mayoría de sus especies estaban antes asignadas al género Ischnocnema, pero fueron trasladadas al género Oreobates después de ser revalidado este en la revisión del año 2006.

## Hábitats

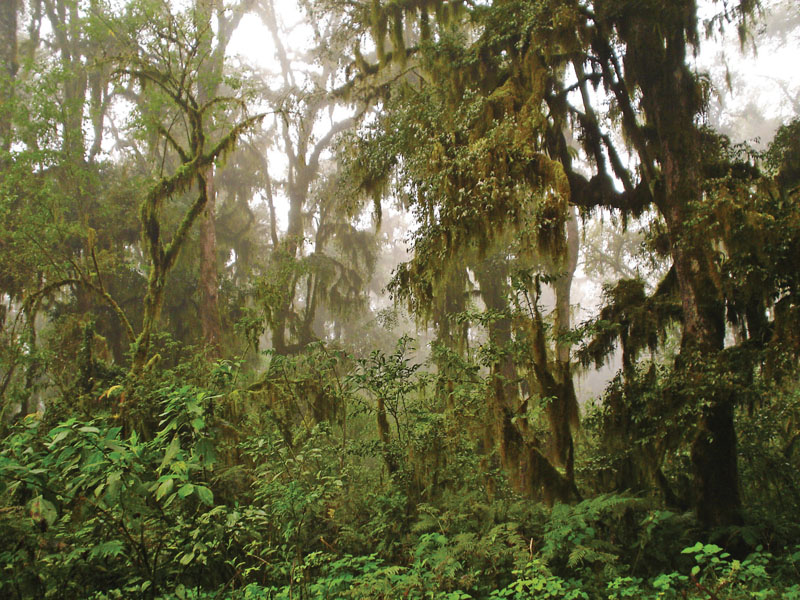
Las yungas, uno de los ecosistemas en que habita este género.

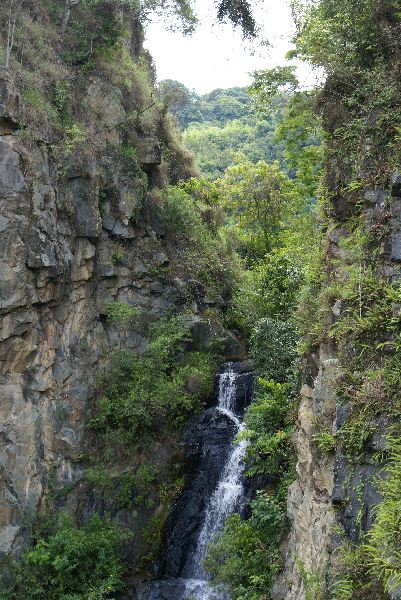
La Mata Atlántica, uno de los ecosistemas en que habita este género.

Sus hábitats naturales son siempre selváticos, tanto en selvas de montaña como las yungas, como en selvas serranas y de llanura como la Mata Atlántica.

## Distribución
El género cuenta con 23 especies distribuidas por la Argentina, Brasil, Bolivia, Colombia, Ecuador y Perú, en los Andes y la cuenca alta del Amazonas.

## Especies
Se reconocen las siguientes según ASW:
- Oreobates amarakaeri Padial, Chaparro, Castroviejo-Fisher, Guayasamin, Lehr, Delgado, Vaira, Teixeira, Aguayo-Vedia & De la Riva, 2012
- Oreobates ayacucho (Lehr, 2007)
- Oreobates barituensis Vaira & Ferrari, 2008
- Oreobates berdemenos (2014)[3] Pereyra, Cardozo, Baldo & Baldo, 2014
- Oreobates choristolemma (Harvey & Sheehy, 2005)
- Oreobates crepitans (Bokermann, 1965)
- Oreobates cruralis (Boulenger, 1902)
- Oreobates discoidalis (Peracca, 1895)
- Oreobates gemcare Padial, Chaparro, Castroviejo-Fisher, Guayasamin, Lehr, Delgado, Vaira, Teixeira, Aguayo-Vedia & De la Riva, 2012
- Oreobates granulosus (Boulenger, 1903)
- Oreobates heterodactylus (Miranda Ribeiro, 1937)
- Oreobates ibischi (Reichle, Lötters & De la Riva, 2001)
- Oreobates lehri (Padial, Chaparro & De la Riva, 2007)
- Oreobates lundbergi (Lehr, 2005)
- Oreobates machiguenga Padial, Chaparro, Castroviejo-Fisher, Guayasamin, Lehr, Delgado, Vaira, Teixeira, Aguayo-Vedia & De la Riva, 2012
- Oreobates madidi (Padial, Gonzales-Álvarez & De la Riva, 2005)
- Oreobates pereger (Lynch, 1975)
- Oreobates quixensis Jiménez de la Espada, 1872
- Oreobates remotus Teixeira, Amaro, Recoder, Sena & Rodrigues, 2012
- Oreobates sanctaecrucis (Harvey & Keck, 1995)
- Oreobates sanderi (Padial, Reichle & De la Riva, 2005)
- Oreobates saxatilis (Duellman, 1990)
- Oreobates zongoensis (Reichle & Köhler, 1997)